# گورگوفونه
در اساطیر یونانی، گورگوفونه یا جورجوفونه (به یونانی: Γοργοφόνη) یکی از دختران پرسئوس (برساووش) و آندرومدا بود. معنای نام گورگوفونه معادل با «قاتل ِگورگون» می‌باشد، که این نام برای ادای احترام به پدر او(پرسئوس) که مدوسا، گورگون فانی را کشته بود، به وی داده شد.
گورگوفونه در تاریخ اسپارت، دارای نقش محوری و مرکزی است، چراکه وی با دو تن از پادشاهان این سرزمین، یعنی اوئبالوس از لاکونیا و پری یرز از مسنیا ازدواج نمود. او از تبار للگهها بود، که مردمانی از آسیای صغیر [یا آناتولی] بودند که در لاکونیا استقرار داشتند. یکی از پسرهای اویبالوس و گوگوفونه، تیندارئوس بود، که ناپدری یا شوهر مادر هلن الهه تروا (همسر زیبای منلوس)، کلایتمنسترا، کاستور و پولوکس محسوب می‌شد. و پسر دیگر آن‌ها ایکاریوس بود، که پدر همسر اودیسز [قهرمان حماسه اودیسه منسوب به هومر]، و پنه لوپه به‌شمار می‌آمد. بر این اساس، فرزندان پرسئوس در حماسه‌های منسوب به هومر شاعر نابینای یونان و همینطور در دوران پیش از تاریخ یونان، نقش محوری ایفا می‌کنند. گورگوفونه از ازدواج با شوهر دوم خود اوئبالوس، مادر هیپوکون، تیندارئوس و ایکارئوس به‌شمار می‌آید.
منابع اصلی برای مطالعه در مورد گورگوفونه، پاوسانیاس (کتاب‌های دوم و چهارم) و آپولودوروس (کتاب‌های اول و سوم) می‌باشند.

## گورگو
معروف‌ترین زن در تاریخ اسپارتی‌ها، زنی به نام گورگو است که نام او از گورگوفونه مشتق شده‌است. وی دختر سلئومنز پادشاه اسپارت بود. گورگو در حدود سال ۵۰۷ (پیش از میلاد) متولد شد و پس از مرگ هولناک پدرش، با برادرش، لئونیداس ازدواج کرد. لئونیداس همان کسی است که [پس از مرگ پدر] به پادشاهی رسید و هموست که قهرمان نبرد ترموپیل که در سال ۴۸۰ پیش از میلاد بوقوع پیوست، محسوب می‌شود. همانند همنامش، گورگو که او نیز دوباره با یکی دیگر از پادشاهان اسپارت ازدواج کرد. خود ِگورگو در افسانه‌های اسپارتی، شهرت داشت و غریب نیست که او با زنی به همین نام که از نزدیکان پرسئوس (برساووش) افسانه‌ای و دخترش بوده، مرتبط باشد. بخصوص اگر سرگذشت این افراد که پیش از دوران زندگی گورگو و در حوالی قرن هفتم زندگی می‌کرده‌اند، جنبهٔ واقعی داشته باشد.
گورگو، افزون بر اینکه گاه در آثار پلوتارک پدیدار می‌شود، در چندین حکایت از حکایات هرودوت نیز حضور دارد و در این حکایات پیوسته بر ارتباط نزدیک او با پدرش و اعتماد همیشگی پدر به قدرت قضاوت او تأکید می‌شود.